# Metabelba obtusa
Metabelba obtusa är en kvalsterart som beskrevs av Hammer 1966. Metabelba obtusa ingår i släktet Metabelba och familjen Damaeidae. Inga underarter finns listade i Catalogue of Life.